# Mezquita Aljama de Bakú

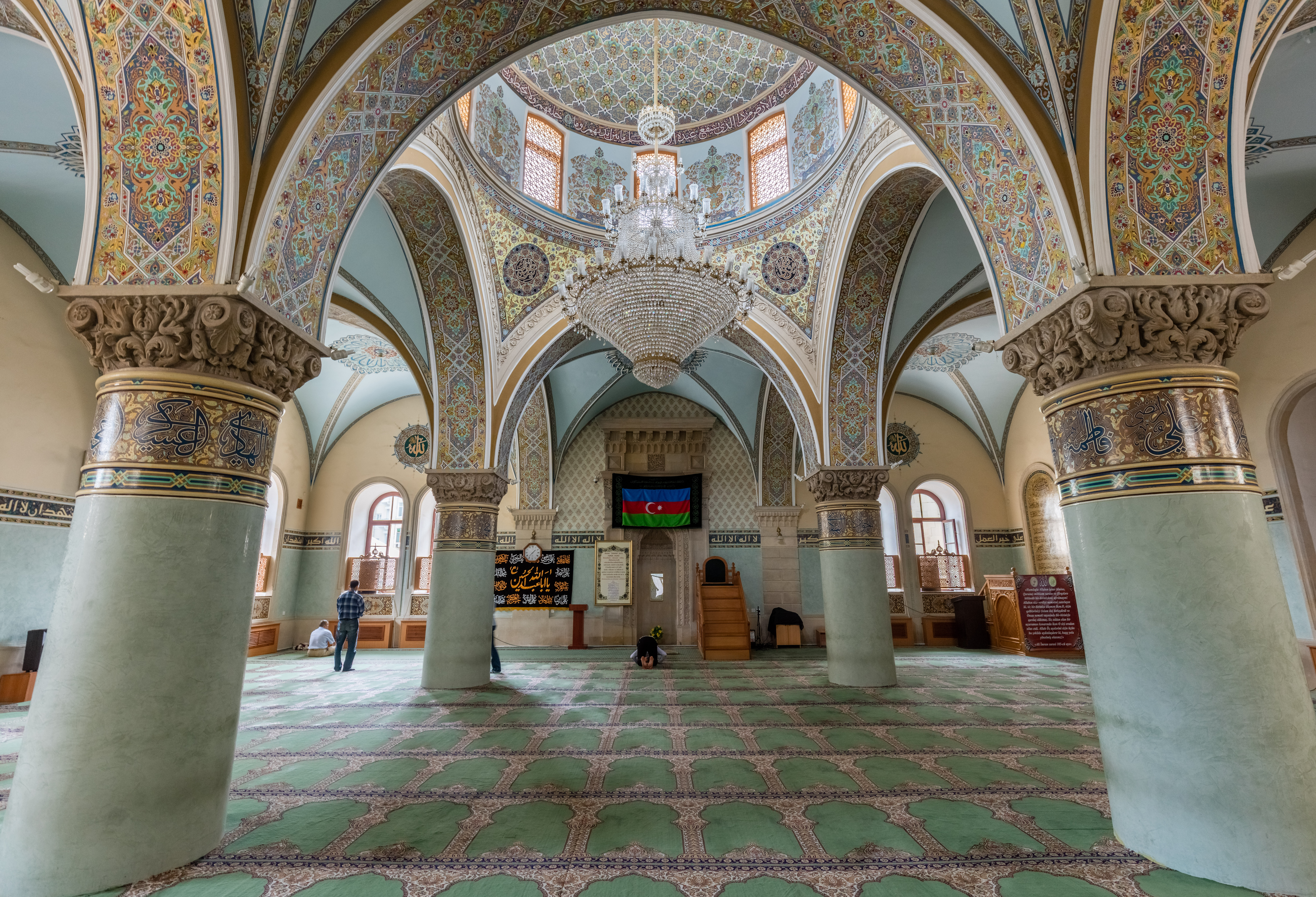
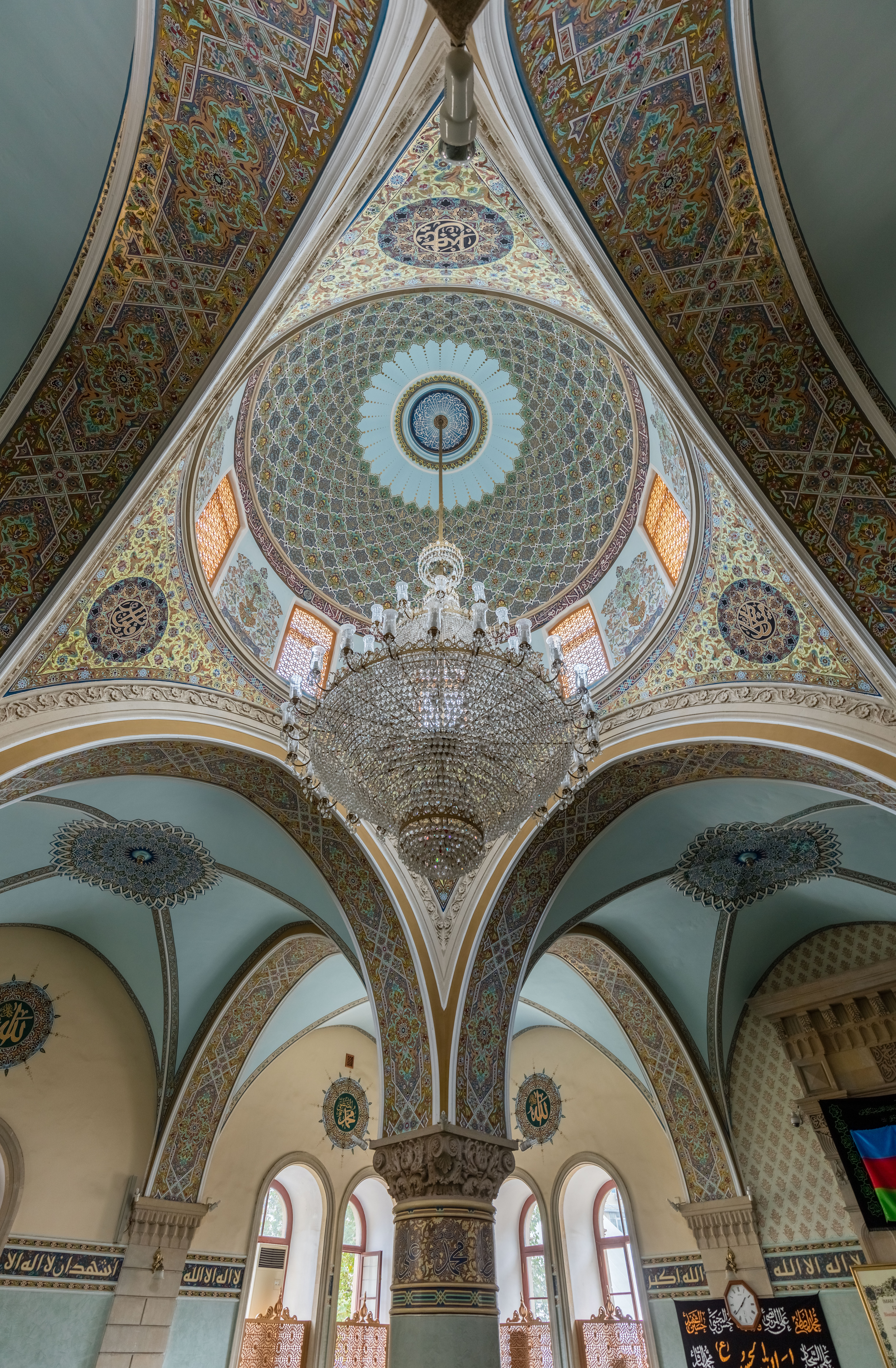
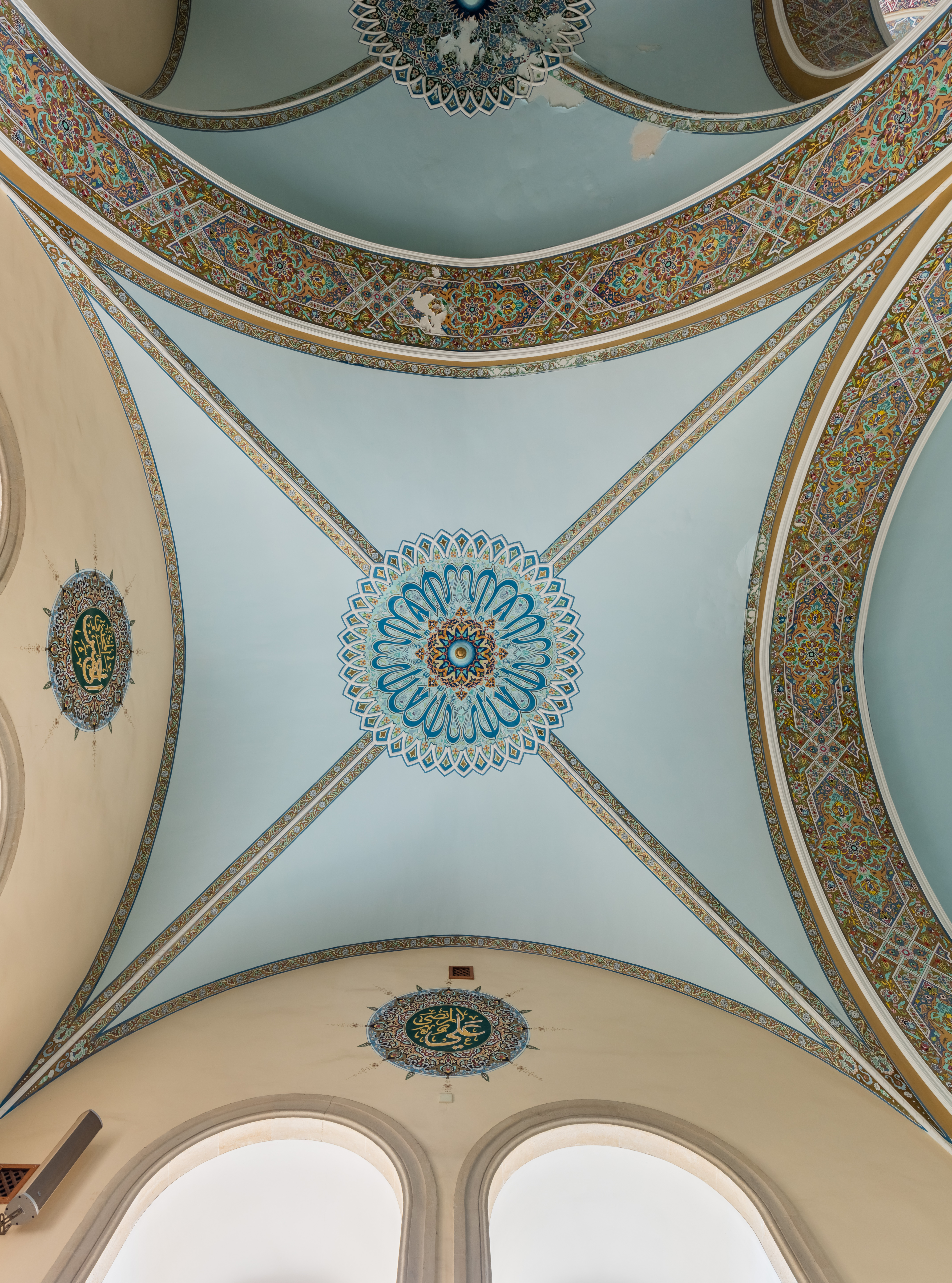

La Mezquita Aljama (en azerí: Cümə məscidi, transliterado a menudo como Juma Masjidi) o Mezquita del Viernes es la mezquita principal (mezquita aljama) de Bakú, la capital de Azerbaiyán.
La aljama original fue construida en el siglo XII. La inscripción de la mezquita enfatiza que «Amir Sharaf al-Din Mahmud ordenó la restauración de esta mezquita en el mes de Rayab de 709» (año de la Hégira que equivale al año cristiano 1309). En el muro norte de la mezquita el minarete fue levantado en el año de 1437. 
La mezquita se localiza en la histórica Ciudad Vieja (Icheri Sheher) y se ha reconstruida varias veces. La actual fue construida en 1899 con la financiación del filántropo mercantil haji Shikhlali Dadashov. Existen huellas del zoroastrismo en el lugar.
En la vida cultural de la Edad Media de Azerbaiyán la mezquita sirvió como centro social y cultural.

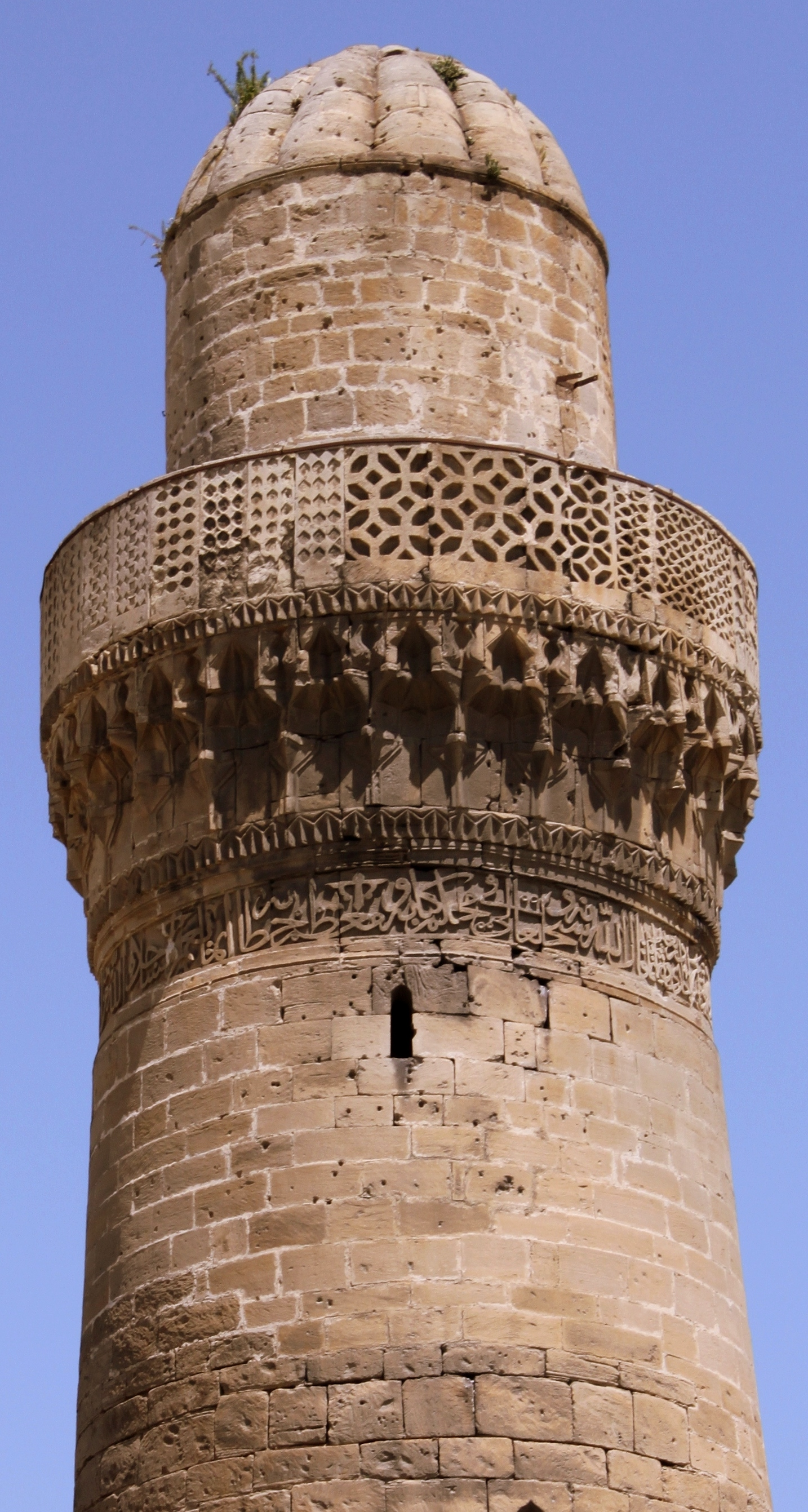
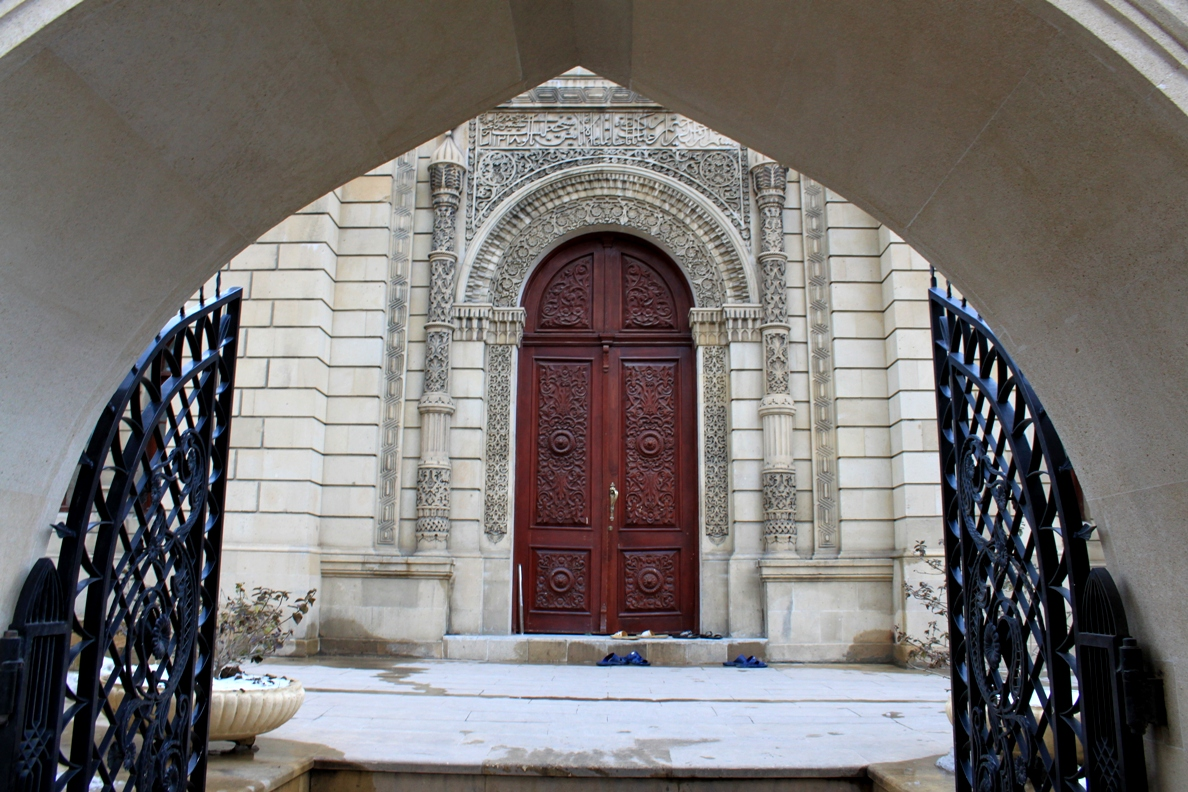
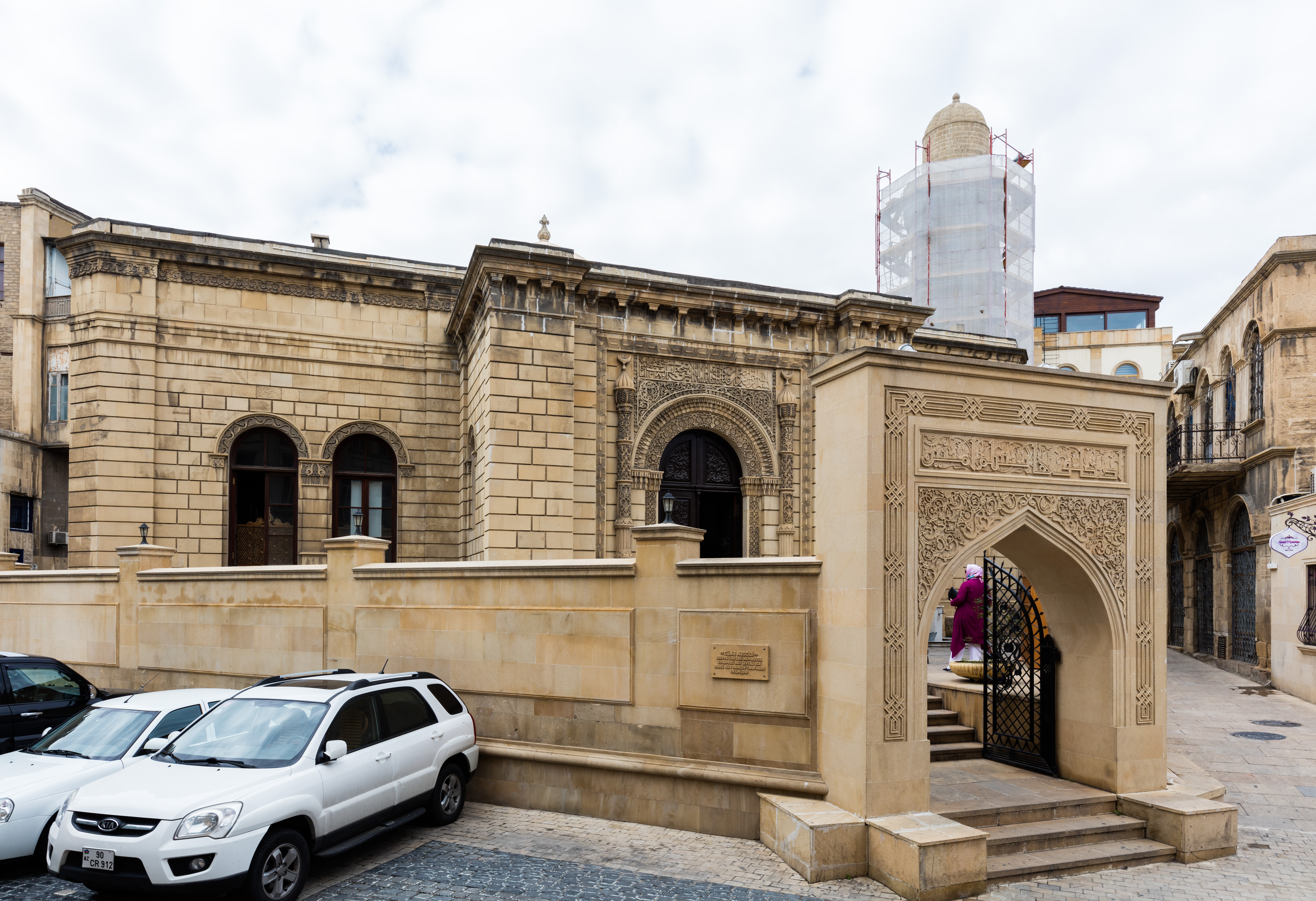
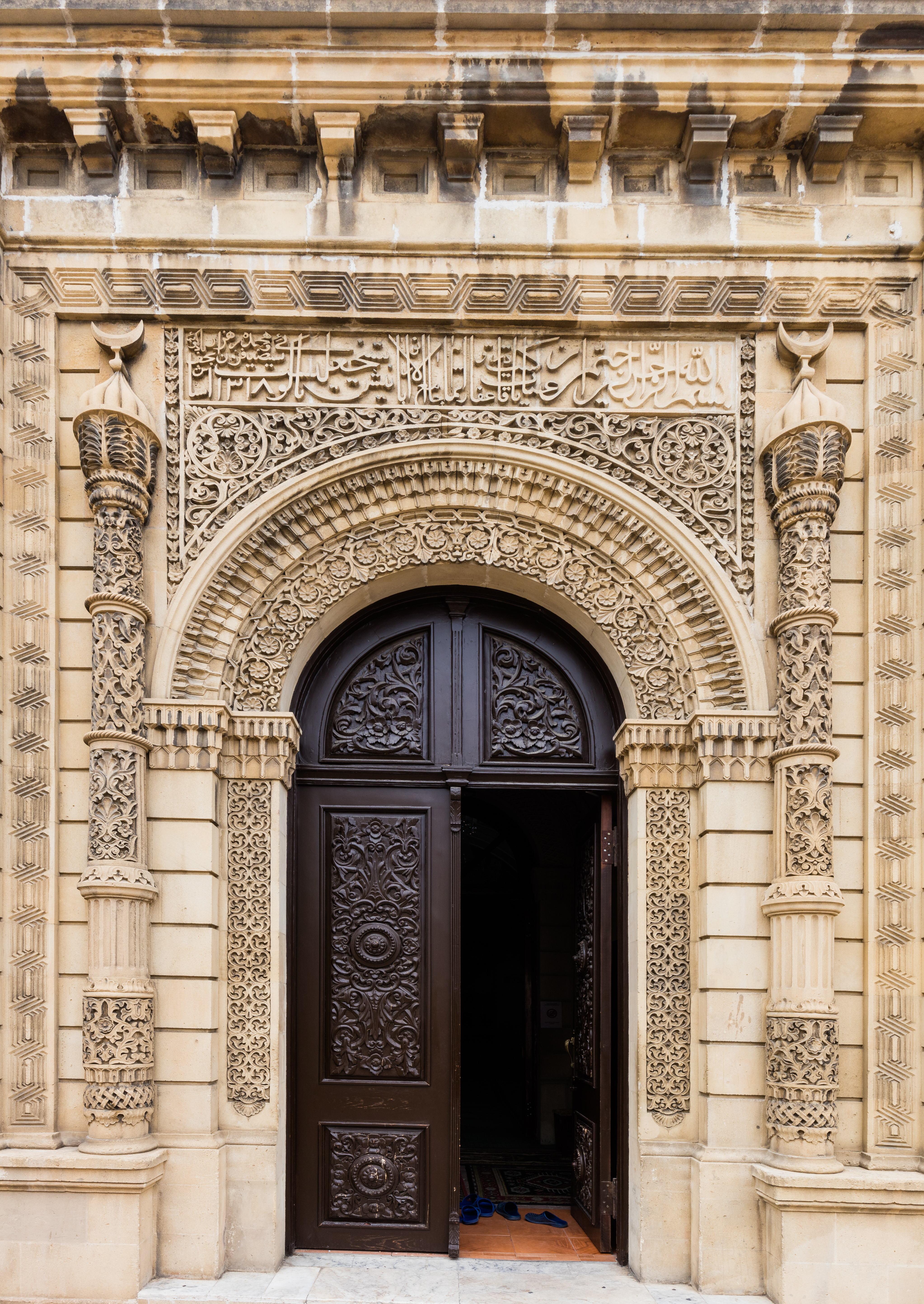
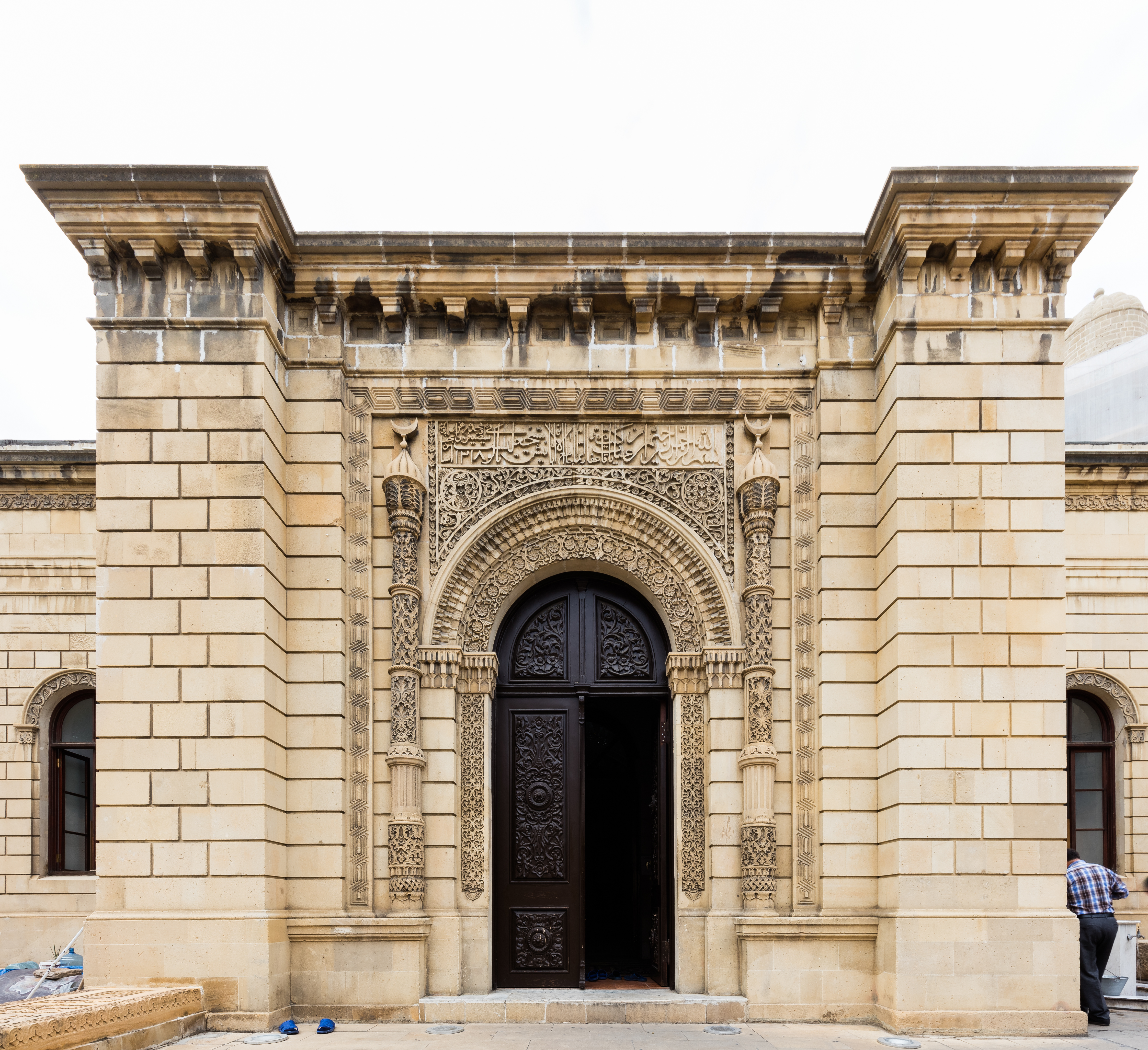